# Richard Alan Simmons
Pour les articles homonymes, voir Simmons.
Richard Alan Simmons est un scénariste et producteur américain né le 11 octobre 1924 aux États-Unis, mort le 13 novembre 2004 à Los Angeles (États-Unis).

## Filmographie

### Comme scénariste
- 1953 : The Lady Wants Mink
- 1953 : War Paint
- 1954 : Le Bouclier du crime (Shield for Murder)
- 1954 : Three's Company
- 1954 : La Patrouille infernale (Beachhead)
- 1954 : La Hache sanglante (The Yellow Tomahawk)
- 1954 : Tanganyika
- 1954 : Trois Heures pour tuer (Three Hours to Kill) d'Alfred L. Werker
- 1954 : La Révolte des Cipayes (Bengal Brigade)
- 1955 : The Looters (it)
- 1955 : The Private War of Major Benson
- 1955 : La Maison sur la plage (Female on the Beach)
- 1956 : Intrigue au Congo (Congo Crossing)
- 1956 : Le Roi et Quatre Reines (The King and Four Queens)
- 1957 : Istanbul
- 1957 : L’Homme qui rétrécit (The Incredible Shrinking Man)
- 1957 : Outlaw's Son
- 1957 : The Fuzzy Pink Nightgown
- 1958 : Tarawa, tête de pont (Tarawa Beachhead) de Paul Wendkos
- 1959 : Dans la souricière (The Trap)
- 1964 : Della
- 1965 : The Man Who Bought Paradise (TV)
- 1969 : Le Miroir de la mort (Fear No Evil) (TV)
- 1971 : Hitched (en)'' (TV)
- 1971 : Lock, Stock and Barrel (TV)
- 1987 : La Main jaune (Harry's Hong Kong) (TV)
- 1989 : Columbo : Ombres et lumières (Murder, Smoke and Shadows) (série télévisée)

### comme producteur
- 1964 : Della
- 1966 : Too Many Thieves
- 1969 : Le Miroir de la mort (Fear No Evil) (TV)
- 1971 : The NBC Mystery Movie (série télévisée)
- 1971 : Banyon (TV)
- 1971 : Hitched (en)'' (TV)
- 1971 : Lock, Stock and Barrel (TV)
- 1977 : Columbo : Les Surdoués (The Bye-Bye Sky High I.Q. Murder Case) (série télévisée)
- 1977 : Columbo : Le Mystère de la chambre forte (Try and Catch Me) (série télévisée)
- 1978 : Columbo : Meurtre à la carte (Murder Under Glass) (série télévisée)
- 1978 : Columbo : Meurtre parfait (Make Me a Perfect Murder) (série télévisée)
- 1978 : Columbo : Jeu de mots (How to Dial a Murder) (série télévisée)
- 1978 : Columbo : Des sourires et des armes (The Conspirators) (série télévisée)
- 1989 : Columbo : Il y a toujours un truc (Columbo Goes to the Guillotine) (série télévisée)
- 1989 : Columbo : Ombres et lumières (Murder, Smoke and Shadows) (série télévisée)
- 1989 : Columbo : Fantasmes (Sex and the Married Detective) (série télévisée)
- 1989 : Columbo : Grandes manœuvres et petits soldats (Grand Deceptions) (série télévisée)
- 1989 : Columbo : Portrait d’un assassin (Murder, a Self Portrait) (série télévisée)